# Міхновський Микола Іванович
Мико́ла Іва́нович Міхно́вський (19 [31] березня 1873, с. Турівка, Прилуцький повіт, Полтавська губернія, Російська імперія — 3 травня 1924, Київ, Українська РСР, СРСР) — український політичний та громадський діяч кінця XIX — початку XX століття. Адвокат, публіцист, ідеолог українського самостійництва, перший представник українського націоналізму, діяч Української Народної Республіки і організатор українського війська, прихильник дерусифікації та автокефалії Православної церкви в Україні.
Представник священницького роду Міхновських. Народився у селі Турівка, Полтавська губернія, Російська імперія. Член Братства тарасівців, засновник Української народної партії (1902), один із лідерів Української демократично-хліборобської партії, член Братства самостійників. Один із популяризаторів словосполучень «козаки-українці» і «українці-козаки» як назви і самоназви представників українського народу. Прихильник розпаду Російської імперії та перетворення її на спільноту пов'язаних спільною історією країн і народів. Автор брошури «Самостійна Україна» (1900), підготував проєкт Конституції (1905). Помер у Києві, УРСР.
Послідовний прихильник створення незалежної України на всіх її етнічних територіях. Відповідно до українського законодавства може бути причисленим до борців за незалежність України у XX сторіччі.

## Ранні роки

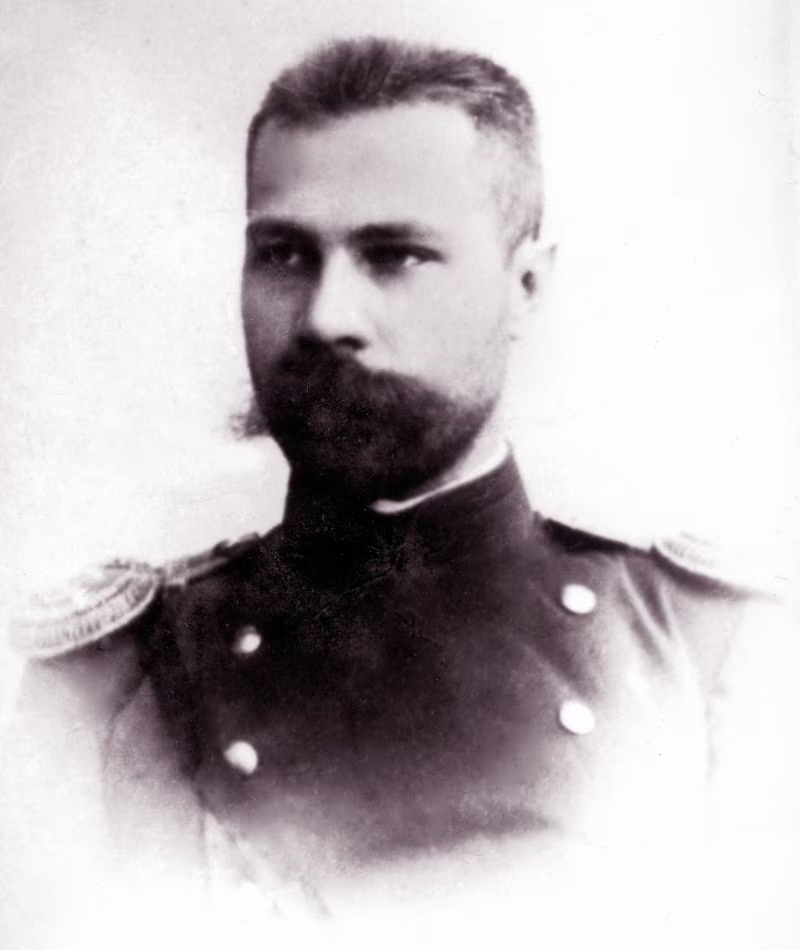
Микола Міхновський, кінець XIX ст.

Нащадок старовинного козацького роду Міхновських, корені якого простежуються ще з XVII століття, Микола Міхновський народився в сім'ї сільського священника в селі Турівка Прилуцького повіту Полтавської губернії (нині належить до Київської області) 19 (31) березня 1873. Його дитинство минуло серед української природи, народних пісень, оповідань і дум. Світогляд дітей формувався під впливом батька, який виховував їх у «самостійницькому дусі». Батько Миколи — Іван — свято беріг національні традиції та сміливо правив богослужіння українською.
Освіту Микола Міхновський здобув у Прилуцькій гімназії. Закінчивши гімназію, у серпні 1891 року вступив на юридичний факультет Київського університету.

### Участь у Братстві тарасівців

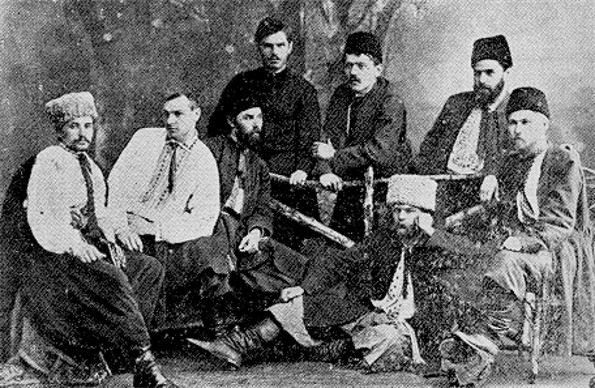
Братство тарасівців, Харків 1891

Зростання національної свідомості українців наприкінці XIX століття призвело до розмежування української інтелігенції. Більшість представників старшого покоління віддавали перевагу у вирішенні «українського питання» культурно-просвітницькій справі; їхні вимоги зводилися до поміркованих реформ, які скасували б національно-культурні обмеження для українців у Російській імперії. Революційну молодь приваблювали соціалістичні ідеали. Вона вважала, що національного визволення можна досягти через визволення соціальне, через спільну боротьбу разом із іншими націями проти існуючого в Росії соціального ладу.
Вже будучи першокурсником Київського імператорського університету Святого Володимира, Міхновський долучився до українського національного руху і став членом «Молодої громади». Але культурницька, аполітична діяльність не задовольняла його. Радикально налаштований юнак шукає однодумців і 1892 року стає членом таємної студентської організації «Братство тарасівців». Міхновський, можливо, був одним із авторів єдиного програмового документа, що зберігся від «Братства тарасівців» — «Profession de foi молодих українців».
1893 року частину тарасівців було кинуто за ґрати або вислано в села. Миколі Міхновському пощастило уникнути арешту. Він закінчив навчання в 1895 році й почав працювати в одній із адвокатських контор Києва, водночас не полишав громадської діяльності. 1897 року він їздив до Львова, де встановив тісні взаємини з галицькими діячами і закупив значну кількість заборонених видань, у тому числі твори Михайла Драгоманова та Івана Франка. Поліція вважала його «крайнім за переконаннями українофілом з грубими і вкрай несимпатичними методами та формами і напрямом безумовно антиурядовим».

## Харківський період

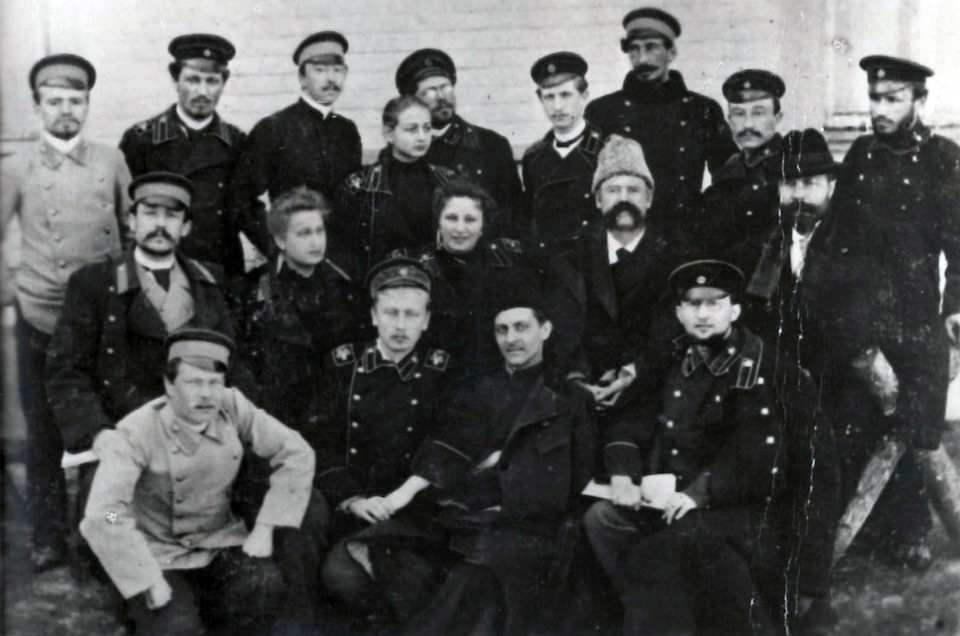
Микола Міхновський (другий ряд, перший праворуч) серед прибічників у Харкові

1898 року Міхновський переїхав до Харкова, що було пов'язано з особистою драмою: закохавшись у дружину свого начальника, він разом із нею мусив залишити Київ. Але батьки були проти. Шлюб не склався, і Міхновський так і лишився неодруженим. Він зайнявся адвокатською практикою, відкрив власну контору й невдовзі здобув неабияку популярність як успішний адвокат. 1906 року на так званому «Лубенському процесі» двох українських діячів — братів Шеметів — засудили до страти, але завдяки майстерності адвоката Міхновського вони були виправдані та звільнені.
Енергійно й швидко Микола Міхновський здобув авторитет серед української громадськості Харкова. Вже на початку 1899 року студентська громада під його проводом влаштувала в Харкові святковий концерт, присвячений 100-річчю «Енеїди» Івана Котляревського. 19 і 26 лютого 1900 року Міхновський виступав перед учасниками Шевченківських свят у Полтаві та Харкові, закликав до збройної боротьби за права українського народу. Учасники зборів зустріли цей заклик скептично, але була молодь, яка захоплено слухала промови.

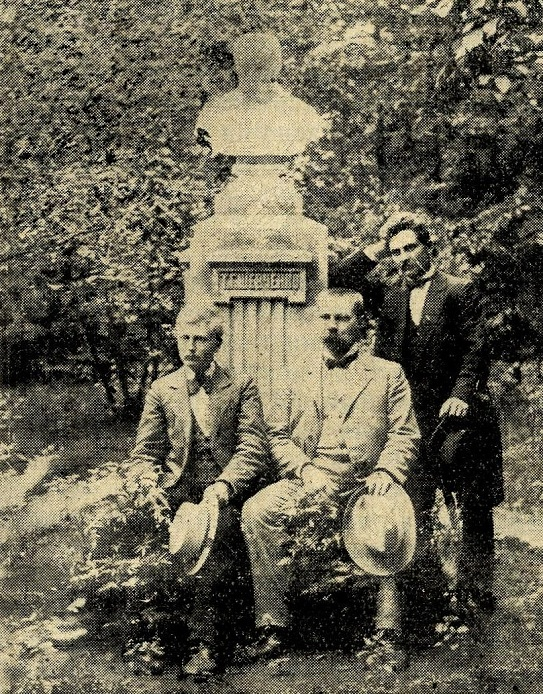
Микола Міхновський, Левко Мацієвич та актор Северин Паньківський (стоїть) біля першого в Україні пам'ятника Тарасові Шевченку на території садиби Алчевських у Харкові. Орієнтовно 1900 р.

### Самостійна Україна (маніфест)
Приблизно в той самий час, у січні 1900 року, Микола Міхновський у Харкові взяв участь у становленні Революційної української партії (РУП) — першої самостійницької партії в Наддніпрянській Україні. Її лідери запропонували Міхновському узагальнити свої ідеї в окремій брошурі. Вона з'явилася того самого року під назвою «Самостійна Україна» і була видана у Львові накладом у тисячу примірників.
Деякий час «Самостійна Україна» вважалася програмою РУП, але згодом зазнала гострої критики. Малоросійська інтелігенція, вихована на російській культурі, сприйняла цей маніфест вкрай вороже. Незадоволення позицією Міхновського почалося і в самій РУП, оскільки «Самостійна Україна» не містила соціальної програми, а члени РУП тяжіли до соціалізму. Тож Міхновського звинуватили в шовінізмі, надмірному радикалізмі, в «ориґінальнічаніі».
Попри шквал критики, Микола Міхновський наприкінці 1900 року, у відповідь на заборону офіційної влади зробити напис українською мовою на пам'ятнику Котляревському в Полтаві, від імені тієї ж РУП написав «Одвертий лист до міністра Сипягіна», який закінчувався словами:
|  | Українська нація мусить скинути пановання чужинців, бо вони огиджують саму душу нації. Мусить добути собі свободу, хоч би захиталася ціла Росія! Мусить добути собі визволення з рабства національного та політичного, хоч би пролилися ріки крови! А та кров, що поллється, впаде як народне прокляття на Вашу голову, пане міністер, і на голови всіх гнобителів нашої нації. |

### Створення Української народної партії
У відповідь на поширення в суспільстві марксистських настроїв, байдужих до національних потреб поневолених націй, Міхновський розгорнув енергійну діяльність із консолідації прихильників ідеї самостійності. 1902 року, коли в РУП почали перемагати соціалістичні та автономістські тенденції, Міхновський заснував Українську народну партію (УНП), що проголосила своєю метою боротьбу за незалежність України. Микола Міхновський став її очільником і головним ідеологом, автором програми УНП та інших партійних видань, що на тривалий час стали наріжними для багатьох поколінь українських націоналістів.
Найбільшого поширення набув своєрідний маніфест самостійників «Десять заповідей УНП», написаний 1903 року й широко відомий в Україні та за кордоном. «Десять заповідей УНП» — один з найгостріших документів самостійницького руху, створених Міхновським. «Ми боремося проти чужоземців не тому, що вони чужоземці, а тому, що вони експлуататори», пояснював він свою позицію. Таким чином, націоналізм Міхновського мав здебільшого оборонний, захисний характер. Він був протидією, запереченням державного шовінізму панівної нації. Характерно, що такої думки дотримувались навіть більшовики, лідер яких, Володимир Ленін, стверджував, що треба розрізняти націоналізм нації пригнобленої і нації пануючої. Націоналізм першої несе в собі позитивний заряд боротьби за національне визволення і може бути виправданий.
Попри свою нечисленність, самостійники вперто шукали шлях до сердець широкого загалу, використовуючи підкреслено демонстративні і навіть епатажні форми і методи впливу.
У № 194 часопису «Крим» за 1903 р. його головний редактор Микола Балабуха, який був присутній на відкритті пам'ятника Іванові Котляревському в Полтаві, детально сповістив про інцидент під час урочистостей, коли кільком делегатам представники місцевої влади забороняли висловлюватись українською мовою. У репортажі була і згадка про «делегата від незатвердженого офіційно, якогось малоросійського гуртка, присяжного повіреного Міхновського», котрий заявив міському голові, що оскільки не можна читати вітальний адрес «малоросійською» мовою, то він розриває його і залишає місту на згадку лише теку. «Приклад Міхновського наслідували ще кілька делегатів, які виривали малоросійські адреси і віддавали лише папки. Схвильований міський голова оголосив зібрання закритим і знепритомнів. Пан Міхновський вимагав, щоб було складено протокол про відмову дозволити виступити малоруською мовою і щоб йому видали копію цього протоколу для оскарження в Сенаті».
Це робилося з єдиною метою: будити національну свідомість, розвивати почуття належності до великого народу зі славним минулим, привернути якомога більше українців до ідеї самостійності України. Ці ідеї Микола Міхновський популяризував у часописах, які засновував із невпинною енергією попри всілякі адміністративні заборони: «Самостійна Україна» (1905), «Хлібороб» (1905), «Запоріжжя» (1906), «Слобожанщина» (1906), «Сніп» (1912–1913).
Микола Міхновський прагнув використовувати всі наявні можливості для агітаційної роботи. Його зусиллями 1909 року було створено «3-тє Харківське товариство взаємного кредиту». Цю організацію поліція оцінювала як «легальне прикриття групи українців», які обговорюють політичні питання. У 1912—1913 роках він активно працював у харківському Товаристві імені Квітки-Основ'яненка. Поліція небезпідставно підозрювала Міхновського та інших членів УНП у використанні Товариства для пропаганди самостійницьких поглядів.

### Терористична діяльність
Див. також: Український радикалізм
Ще під час своєї першої історичної промови на тему необхідності збройної революційної боротьби за права українського народу 19 лютого 1900 року Микола Міхновський із запалом говорив про «потребу терористичної акції». Логічно, що він став на шлях організації бойового українського підпілля.
У 1904 році, коли Росія святкувала 250-ліття «приєднання Малоросії», УНП на знак протесту вирішила підірвати в Харкові пам'ятник російському поету Пушкіну. У Києві та Одесі планувалося висадити в повітря пам'ятники російським імператорам. Акцію в Харкові успішно здійснила підпільна бойова структура УНП «Оборона України» на чолі з Віктором Чехівським. На місці понівеченого пам'ятника Пушкіну були розкидані відозви із закликом до «боротьби за своє національне визволення».

### Критика опонентів
Міхновський стикався з непорозумінням, а то й відкритою неприязню з боку і соціалістичних, і поміркованих українських діячів. Усі тодішні авторитети були його опонентами:
- Михайло Грушевський вбачав у Міхновському людину «зі здібностями і ще більше амбіціями, із сильним нахилом до авантюризму, інтриги і демагогії»;
- Симон Петлюра критикував його на сторінках часопису «Україна», звинувачував у «обмеженості і вузькості»;
- Володимир Винниченко в одному зі своїх ранніх гумористичних оповідань «Поміркований та щирий» створив непривабливий образ самостійника Данила Недоторканого, в якому можна впізнати риси Миколи Міхновського[22].

Поза досить вузьким колом своїх однодумців Міхновський залишався небажаним, незрозумілим і навіть небезпечним.

Зовсім по-іншому сприймали Міхновського його друзі та однодумці. Один з них, Варфоломій Євтимович, так характеризував його:
|  | Микола Міхновський — це українська стихія, … лише опанована сильним та благородним інтелектом. Він був високоосвічений і досвідчений правник, … тонкий психолог, щасливий ініціатор, видатний організатор, блискучий промовець, талановитий публіцист, розумний і тактовний керманич, мілітарист з інтуїції, добрий знавець нашої минувшини, історичної та побутової, революціонер, як тип людини, здатної на рішучий чин. Вихований на добрій українській традиції, в українському селі, Микола Міхновський був прекрасним взірцем української расової культури, був українським аристократом у властивому значенні цього поняття. |

### Діяльність на Донщині
Останні п'ять-шість років перед Першою світовою війною Міхновський присвятив пропаганді національної ідеї серед тих кіл, які досі були далекі від українського руху, а саме серед промислових та хліборобських кіл Слобожанщини та Донецького басейну, і брав участь у організації соляних промислів у Слов'янському районі на Донбасі. Підтримував тісні зв'язки з родиною Алчевських.

### Початок Першої світової війни
З початком війни Микола Міхновський перебував на фронті, хоча сам, будучи давнім ворогом Росії, з ідейних міркувань не воював і дуже скоро перевівся до Києва, де згодом служив у чині поручика в Київському воєнному окружному суді. За нових обставин у нього з'явилася ідея закласти підвалини майбутньої української армії. Він вважав, що кожен вояк російської армії, який є українцем, мусить вважати себе вояком майбутньої української армії. Знаючи, якого розмаху і впливу набрав легіон Українських січових стрільців (УСС) по той бік фронту, Міхновський намагався ініціювати створення українських частин у царській армії, але на той час цей задум не знайшов належної підтримки.

## Доба визвольних змагань
З початком Української революції навесні 1917 року Міхновський спрямував свій пропагандистський досвід та організаторські здібності на громадсько-політичну та військову діяльність. 15 березня 1917 року він зібрав своїх однодумців і проголосив створення альтернативної Української Центральної Ради, яка виразно задекларувала свій самостійницький характер. Та перед Міхновським одразу ж постала дилема: або разом з однодумцями розбудовувати далі власну Раду з метою якнайшвидшого проголошення Української держави і наразитися на звинувачення в розколі «українського табору», або приєднатися до легітимної Української Центральної Ради — у надії переконати опонентів у необхідності проголошення незалежності. Зрештою був обраний другий варіант: наприкінці березня 1917 року «самостійники» Міхновського увійшли до складу УЦР. Жодної з проблем це не вирішило: серйозні розходження виникли вже під час написання першої спільної відозви. Побачивши, що в дискусіях лише марнується дорогоцінний час, Микола Міхновський повністю віддався творенню українського війська.

### Розбудова українського війська

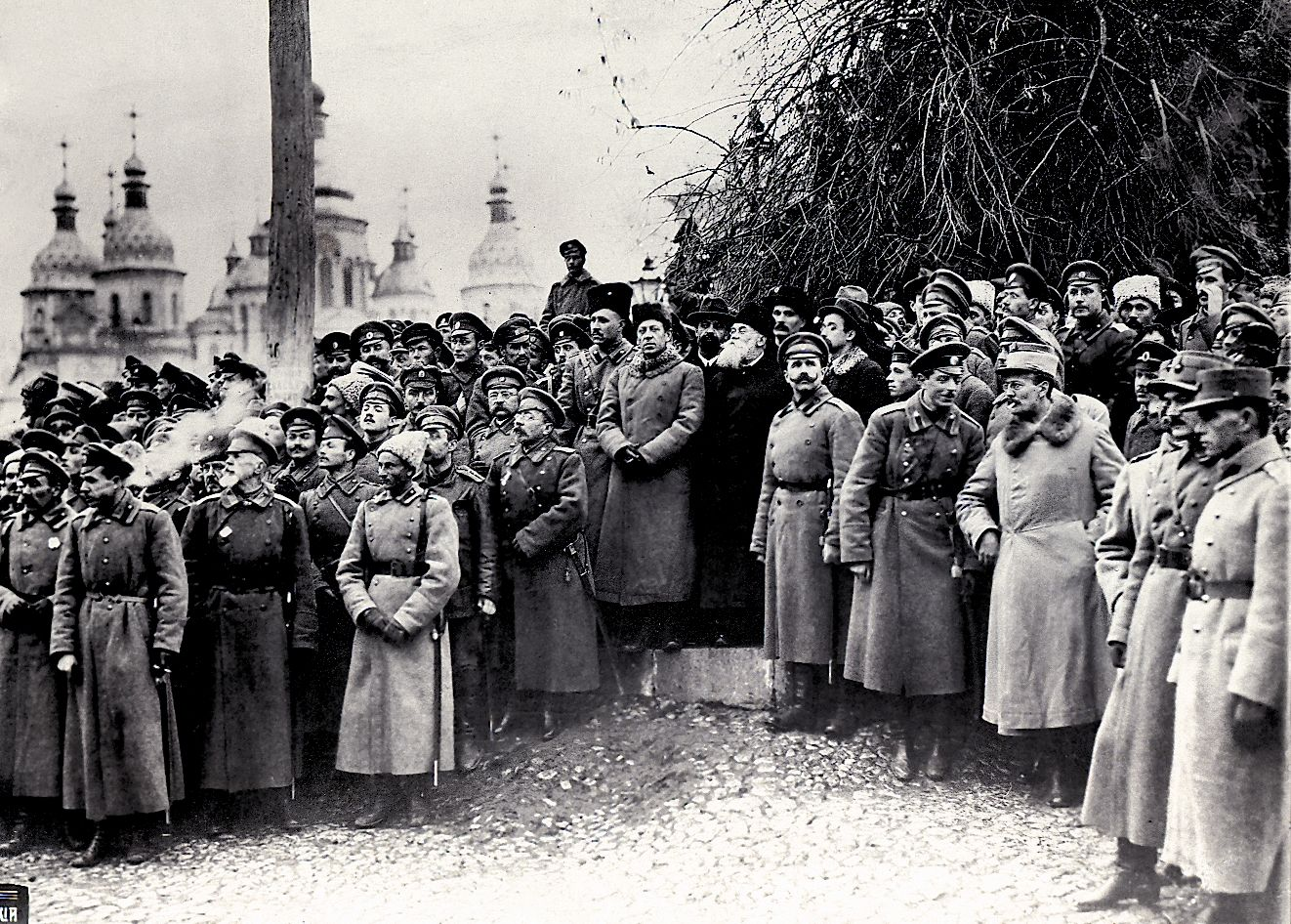
Мітинг з нагоди 3-го військового з'їзду у Києві. Міхновський — серед керівників

З ініціативи Миколи Міхновського в Києві в березні 1917 року відбулися три військові віча, останнє з яких 11 березня ухвалило рішення про формування 1-го українського охочекомонного полку імені гетьмана Богдана Хмельницького.
Українське вояцтво з ентузіазмом відгукнулося на ідеї Міхновського: воно виявило готовність зі зброєю в руках здобути незалежність Україні — автономістів серед них майже не було.
16 березня 1917 року було створено товариство «Український військовий клуб імені гетьмана Павла Полуботка» на чолі з Миколою Міхновським. Того самого дня військова нарада Київського гарнізону після доповіді Міхновського обрала Український військовий організаційний комітет і ухвалила негайно розпочати організацію власної національної армії. Своїм завданням комітет проголосив українізацію російської армії, тобто формування в її складі українських частин; створення в частинах армії українських громадських організацій; негайну організацію першого українського полку. Про це Микола Міхновський казав у своїй емоційній промові під час української маніфестації 19 березня в Києві.
Про діяльність Українського військового організаційного комітету Микола Міхновський доповідав на Українському Національному конгресі (6–8 квітня 1917 року). На той час комітет вів перемовини з командуванням російської армії про формування двох українських бригад. Конгрес обрав його членом Центральної Ради від Українського військового клубу імені гетьмана Павла Полуботка. На І Всеукраїнському військовому з'їзді (5–8 травня 1917 року) Микола Міхновський увійшов до складу Українського генерального військового комітету (УГВК) — вищої військової установи в Україні.

### Конфлікт із Центральною Радою

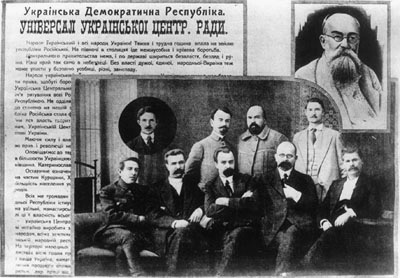
Публікація II Універсалу остаточно спонукала Міхновського до повстання

Соціалістична національна демократія України негативно ставилася до створення власної армії, сподіваючись, що у «крайньому випадку» народ сам збереться у «народну міліцію». Тому серед керівництва Української Центральної Ради посилювалася недовіра до Міхновського, популярність якого в армії зростала щодня. Відчуваючи недовіру з боку лідерів українського парламенту, Микола Міхновський вийшов зі складу УГВК, де фактично був позбавлений можливості впливати на вироблення політичної лінії.
Проте самостійники не здавалися. У червні 1917 року вони сформували військову частину, яка проголосила себе Другим українським імені гетьмана Павла Полуботка козачим полком. Полк не був визнаний ані російською владою, ані Українською Центральною Радою. Останню налякала поява в Києві самостійницького війська. Володимир Винниченко відвідав полк та закликав солдатів повернутися до своїх частин і вирушити на фронт. УГВК дав розпорядження інтендантській службі припинити постачання продовольством, обмундируванням, зброєю.
Результат виявився прямо протилежним: полуботківці вдалися до спроби воєнного заколоту з метою проголошення незалежної України. Існував план повстання, очевидно, складений самим Міхновським, ризикований і певною мірою авантюрний. У ніч із 3 на 4 липня полк вийшов із казарм, захопивши «Арсенал» і частину центру Києва. Але виступ не підтримала Українська Центральна Рада, яка ще сподівалася досягти української автономії політичним шляхом. 6 липня повстанці склали зброю, частину з них було заарештовано. Військова прокуратура розпочала слідство, яке тривало аж до жовтня.
Прямих доказів участі Миколи Міхновського в повстанні не було. Він був затриманий, хоч слідство проти нього не велося. Небезпечного конкурента, «авантюриста» Українській Центральній Раді треба було усунути з Києва. На прохання Володимира Винниченка та Симона Петлюри військова влада під охороною жандармерії відправила його на Румунський фронт для проходження служби. Так само, на фронті або у військових в'язницях, опинилося й багато інших самостійників.
|  | У 1917 році спроби М. Міхновського організувати національний рух, у тому числі й серед військових, за створення української національної держави, наштовхнулись на лютий спротив з боку М. Грушевського, В. Винниченка та С. Петлюри. За спогадами П. Скоропадського, щоб усунути з політичного поля М. Міхновського, його було відправлено, не без участі С. Петлюри, на фронт. |

## Полтавський період
На Румунському фронті Микола Міхновський пробув аж до Жовтневого перевороту. До України він повернувся пізньої осені 1917 року, оселився на Полтавщині, де Лубенське земство невдовзі обрало його мировим суддею. Саме в цей час на Полтавщині набирала сили нова політична партія — Українська демократично-хліборобська партія (УДХП), єдина несоціалістична партія в Україні. Її засновниками були давні друзі Міхновського — брати Володимир та Сергій Шемети та відомий історик і політичний діяч В'ячеслав Липинський. Обстоювала державну самостійність України, республіканський державний устрій на чолі з президентом та представницькою владою; виступала за ліквідацію поміщицьких латифундій, але, на відміну від українських есерів, вважала за необхідне збереження приватної власності на землю, орієнтуючись на міцне фермерське господарство. Микола Міхновський почав схилятися до монархічного принципу організації державної влади в Україні, і тепер, відкинувши соціалістичні ілюзії, пов'язував майбутнє України з реалізацією демократично-хліборобської програми. Він поринув у діяльність УДХП, прагнучи поширити її вплив по всій Україні.

### Участь у гетьманському русі

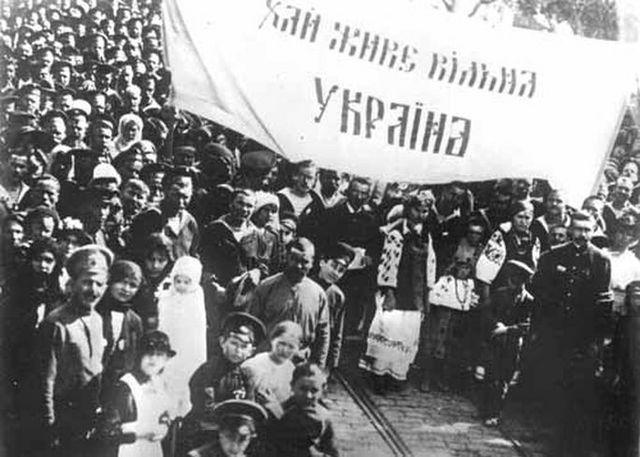
Мітинг самостійників у Києві з нагоди гетьманського перевороту

Нова сторінка біографії Міхновського розпочалася після переїзду до Києва, вже окупованого німецькою армією. УДХП, яка виступила з гострою критикою політики Української Центральної Ради, підтримала державний переворот 29 квітня 1918 року. Проте стосунки з гетьманом Павлом Скоропадським також виявилися непростими.
У своїх «Спогадах» Павло Скоропадський зазначав, що всі, кого він прохав дати характеристику Міхновському, застерігали, щоб Гетьман у жодному разі не запрошував Міхновського на якусь посаду в уряді. Сам Скоропадський не міг зрозуміти, чому до Міхновського таке майже однодушне негативне ставлення. Сам він «у Міхновському нічого поганого не бачив, окрім його крайньо шовіністичного українського напрямку».
Попри це, Гетьман серйозно розглядав Міхновського як кандидатуру на посаду прем'єр-міністра Української Держави. Йому імпонували його антисоціалістичні погляди і визнання ним приватної власності на землю. Не забув Павло Скоропадський і того, що Українська демократично-хліборобська партія відіграла велику роль у скиненні Української Центральної Ради. Про ці події Скоропадський згадував так:
|  | З Полтавської губернії від декількох повітів прибуло до Києва декілька сотень хліборобів, що належали до УДХП, на чолі, здається із Шеметом, і рішучо вимагали змін до Третього Універсалу, в якому, як відомо, приватна власність на землю була ліквідована. Поява непідробних селян, людей землі, людей переконаних … викликало сильне враження в Києві. З однієї сторони усі противники УЦ Ради підійняли голову … з другого боку, у колах Ради з'явилась ще більша розгубленість … ці селяни були найпереконаніші українці-самостійники школи Міхновського. … Створення Вільної України і дрібна земельна власність були їхнім девізом, все інше вони відкидали. |

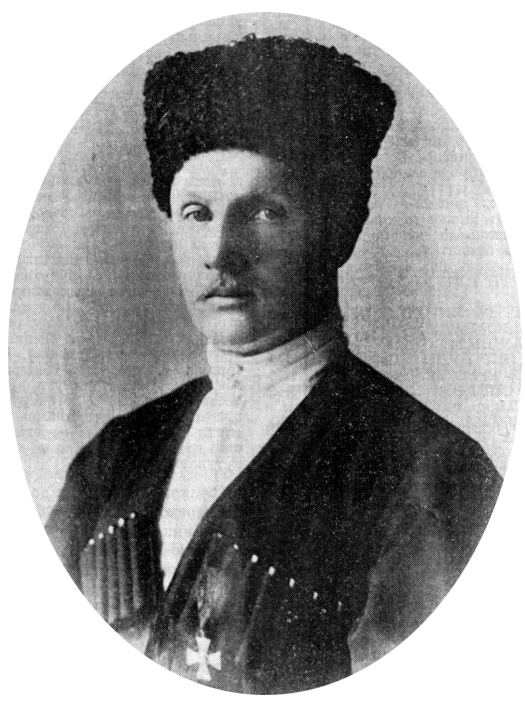
Гетьман Павло Скоропадський

Врешті Гетьмана переконали не призначати Міхновського прем'єр-міністром, і він запропонував йому посаду «бунчужного товариша», тобто свого особистого радника. Від цього амбітний Микола Міхновський, звичайно, відмовився. Разом із УДХП він став в опозицію до гетьманського режиму, але при цьому партія відмовилася вступати до Українського національного союзу, який готував заколот проти Гетьмана.
Микола Міхновський доклав чимало зусиль, щоб трансформувати гетьманський політичний режим у дійсно українську владу. Він був автором низки документів з критикою складу уряду та його політики, поданих безпосередньо Гетьманові, входив до делегацій, які зверталися до німецької окупаційної влади.
Не довіряючи соціалістам, Микола Міхновський, як і всі хлібороби-демократи, не підтримував ідеї масового антигетьманського повстання. Коли ж воно розпочалося і розгорнулася боротьба між республіканським військом Симона Петлюри та залишками гетьманських формувань, був серед тих, хто виступав за примирення сторін, утворення коаліційного українського кабінету при збереженні гетьманату. З такою пропозицією, написаною Міхновським, в Одесу до командування експедиційних військ Антанти вирушила українська делегація на чолі з Сергієм Шеметом. Передбачалося, що союзники допоможуть примирити сторони. Водночас Міхновський із тією ж метою виїхав до Харкова, де перебувало одне з найкращих формувань республіканських військ — Запорізький корпус. Але обидві місії скінчилися провалом.

### Спроба повалення Директорії

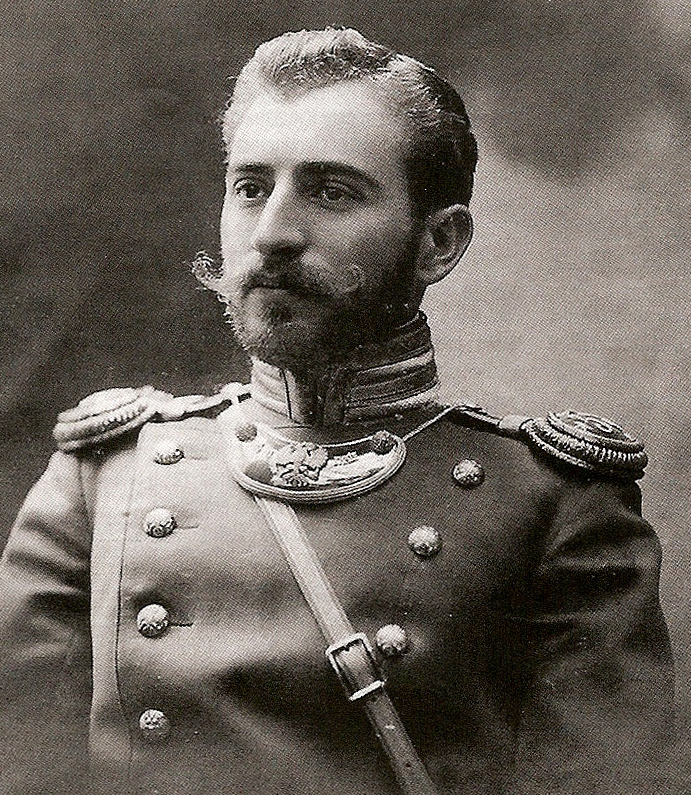
Полковник армії УНР Петро Болбочан — остання надія Міхновського

Ставлення Міхновського до Директорії було відверто негативним. Він передбачав, що соціалістичний режим своєю екстремістською політикою призведе до подальшої анархії в сільському господарстві та промисловості, розвалу адміністративного апарату, розкладу армії та зробить Україну безсилою перед більшовицькою Росією. Наприкінці 1918 — на початку 1919 року становище УНР стало критичним. «Необхідно щось робити! Інакше — кінець Україні! Держава наша загине», — заявляв на нараді керівництва УДХП Микола Міхновський. Хлібороби-демократи розробили відчайдушний план усунення Директорії від влади. Він полягав у тому, щоб за допомогою двох найбоєздатніших з'єднань української армії — Запорізького корпусу полковника Петра Болбочана та корпусу Українських січових стрільців полковника Євгена Коновальця — встановити в Україні військову диктатуру. Рішення УДХП було однозначним — «Необхідно їхати до Болбочана. Єдина надія на нього».
Окрім того, Міхновський хотів запропонувати Болбочану поповнити його частини «добровольцями-хліборобами», яких на той час налічувалося близько трьох тисяч. Надалі УДХП у порозумінні з «Союзом хліборобів-власників» висловлювали готовність зібрати ще близько 40 тис. осіб. Здебільшого це були представники українських середніх та дрібних земельних власників, які розуміли, що влада більшовиків несе їм повне знищення.
Сповнений рішучості й надій, Микола Міхновський не здогадувався, що місія до Болбочана стане його останньою політичною акцією. Запорізький корпус він застав аж у Кременчуці. Наступного дня з наказу Петлюри Петра Болбочана було заарештовано. Микола Міхновський захворів на тиф і потрапив до лікарні. Коли до міста увірвалися більшовики, Міхновського заарештували, проте невдовзі звільнили на прохання місцевої інтелігенції. Навіть дехто з більшовиків пам'ятав його виступи на судових процесах на захист селян. Пізніше Міхновський мав контакти з отаманом Григор'євим. Є відомості, що йому належало авторство головних відозв, з якими отаман звертався до українського селянства.

## Останні роки життя

### Життя на Кубані

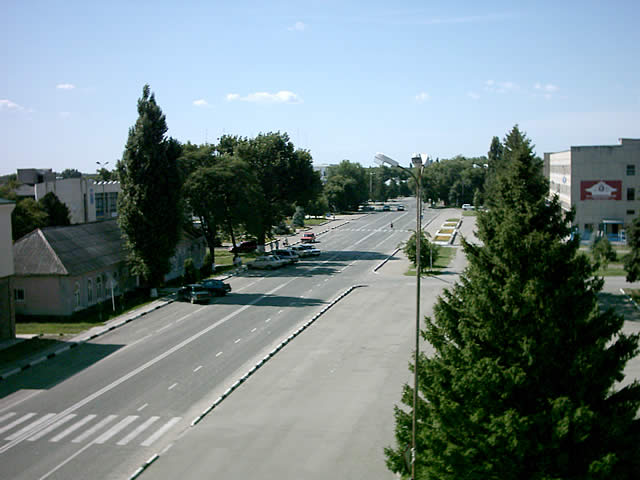
Центр станиці Полтавської на Кубані

Важка хвороба підірвала здоров'я Міхновського. До того ж він був повністю виключений із політичного життя. Деякий час мешкав на Полтавщині, звідки пізніше, спустошений постійними невдачами, виснажений фізично і психічно, розчарований в українській еліті, яка виявила свою повну неспроможність, виїжджає на Кубань. 1920 року Микола Міхновський опинився в Новоросійську, звідки марно намагався емігрувати. Коли денікінці під тиском Червоної армії евакуювались морем, Міхновський спробував скористатись нагодою і виїхати з ними, але його, як «відомого непримиренного ворога Росії», на корабель не взяли. Чотири роки Микола Міхновський жив на Кубані. Оселився в станиці Полтавській, почав вчителювати, якийсь час служив у кооперації. Є неперевірені свідчення, що він також викладав в Учительському інституті.
Приблизно в цей час у станиці почав формуватися Гайдамацький полк, невдовзі розгорнутий у Гайдамацьку дивізію. І хоч згадок про роль Міхновського у формуванні цієї частини немає, та все ж важко повірити, що він байдуже спостерігав за цим українським козацьким зрушенням. Тим більше, що «це військо не хотіло разом із Денікіним битися за Росію… Про московський шлях… ці люди слухати не хотіли», — свідчив кубанський прем'єр Василь Іванис. Відчувалося, що серед організаторів Гайдамацької дивізії є свідомий українець із великим досвідом організаційної роботи.

### Повернення до Києва
1924 року Микола Міхновський повернувся до Києва, де вже протягом декількох років встановлювали свої порядки представники радянської окупаційної влади. Микола Міхновський, який віддав понад 30 років свого п'ятдесятилітнього життя боротьбі за незалежність України, маючи беззаперечний та колосальний авторитет в українському народі та заслужене реноме ворога російського шовінізму й імперіалізму, після свого повернення до Києва — історичної столиці України-Руси, становив неабияку потенційну загрозу для окупаційної радянської влади. Автор гасла «Самостійна Україна — від Сяну по Кавказ», який покликав до життя тисячі борців за незалежність Батьківщини, повернувшись з Кубані до Києва, був «національним динамітом», який міг здетонувати у Всеукраїнському масштабі.
Тому ОДПУ заарештовує Миколу Міхновського щойно по поверненню до Києва. Важко сказати, як велося слідство, чи було взагалі відкрито «справу Міхновського». Відомо лише те, що після кількох днів допитів він опинився на волі.
Уже наступного дня, 3 травня 1924 року, трапилася трагедія: Миколу Міхновського було знайдено повішеним у садку в садибі Володимира Шемета, де він квартирував. Серед української громадськості та науковців дуже довгий час точилася дискусія щодо причин смерті відомого політичного та громадського діяча. Існує версія, що політичний діяч особисто скоїв самогубство, щоби не передавати радянській владі ніякої інформації щодо усіх тих людей, з якими він колись працював заради національної ідеї. Інші вважають, що смерть Міхновського — справа рук ДПУ. Згідно з цією версією, радянським каральним органом — ДПУ, після вбивства Міхновського, інсценізованого під самогубство, була підкинута «прощальна» записка, начебто написана рукою самого Миколи Міхновського, згідно свідчення Ждана Шемета — сина Володимира Шемета, у якого проживав свої останні дні Міхновський та який у 1998 році засвідчив, що його батько знайшов у кишені покійного записку з таким текстом:
|  | Волію вмерти власною смертю! І сюди круть, і туди верть, однаково в черепочку смерть, як каже приказка. Перекажіть моє вітання тим, хто мене пам'ятає. Ваш Микола. |

Українська емігрантська (та гетьманська) преса, яка загалом шанобливо ставилася до пам'яті про Миколу Міхновського, віддала йому належне. На його прикладі служіння Україні десятиліттями виховувались покоління української молоді в Канаді, США, Аргентині, Бразилії, Австралії. Поховали Миколу Міхновського в Києві на Байковому кладовищі (ділянка № 42).

## Пам'ять

#### Могила на Байковому кладовищі

Могила Миколи Міхновського на Байковому кладовищі

Нині могилу ідеолога української державності знайдено на Байковому кладовищі в Києві. 2002 року в редакції газети «Хлібороб» (засновники газети 1905 року брати Володимир, Сергій і Микола Шемети та Микола Міхновський) була створена група пошуку могили Миколи Міхновського. Дослідники перевіряли різноманітні версії і шукали хоч якусь інформацію про його поховання в архівах, мемуарах, спогадах живих очевидців, активно листувалися з представниками української еміграції. Пошуки значно активізувалися, коли кореспондент газети «Україна молода» Михайлина Скорик знайшла публікацію хорунжого армії УНР, активного члена Військового клубу імені Павла Полуботка Віктора Павелка, яку було опубліковано в часописі «Краківські вісті» 1944 року. Павелко був одним із небагатьох присутніх на похороні Миколи Міхновського і у своїй публікації детально описав його останні дні та вказав на кладовище, де поховали діяча.
У 2007–2008 роках пошуки розпочалися безпосередньо на кладовищі. Велику практичну допомогу надав дослідникам Петро Лабут (1927 року народження), який походить з династії охоронців кладовища (його дідусь і батько стерегли Байкове ще до революції), та Ждан Шемет, що малим хлопцем також брав участь у похороні. Нарешті, навесні 2008 року, коштами Міжрегіональної академії управління персоналом на могилі Миколи Міхновського було встановлено пам'ятник.
У передачі «Історична правда» на телеканалі «Еспресо» висувалась думка, що ця могила Міхновського є символічною.

#### Меморіальні дошки
У Харкові — місті, з яким пов'язані найяскравіші сторінки життя і діяльності Міхновського, 24 серпня 2003 року, на честь 12-ї річниці незалежності України та 130-річчя від дня народження відомого українського діяча, було відкрито меморіальну дошку Миколі Міхновському. Ідея увічнити пам'ять видатного діяча належить громадським організаціям Харкова. Меморіальну дошку, встановлену на приміщенні Харківської інженерно-педагогічної академії (вул. Університетська, 16), виготовлено їхнім же ж коштом. Текст меморіальної дошки повідомляє:
|  | Міхновський Микола Іванович (1873–1924) — визначний юрист і громадський діяч виступив тут 26. 02. 1900 р. з програмною доповіддю „Самостійна Україна“, де вперше обґрунтував концепцію і принципи створення незалежної Української держави. |

Також на честь діяча планують відкрити пам'ятник.
Меморіальна дошка у Львові була відкрита у вересні 2007 року на фасаді будинку № 1 по вулиці Костюшка, де зупинявся Микола Міхновський під час відвідин Львова. Окрім того, у Львові існує вулиця Братів Міхновських (брат Миколи Міхновського — Юрій — відомий український релігійний діяч).
5 квітня 2013 року в місті Прилуки Чернігівської області була відкрита меморіальна дошка Миколі Міхновському. На дошці викарбувано слова Міхновського: «Не вбивай Україну своєю байдужістю до всенародних інтересів». Меморіальна дошка встановлена на будівлі гімназії № 1, яку 1891 року закінчив Микола Міхновський.
27 травня 2017 року в м. Полтаві було відкрито меморіальну дошку на будинку, в якому Міхновський вперше зачитав текст «Самостійної України».

Меморіальна дошка М. Міхновському в Харкові
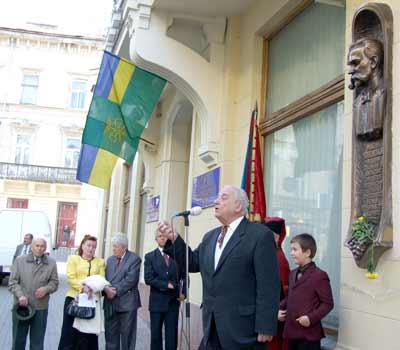
Відкриття меморіальної дошки Міхновському у Львові
Меморіальна дошка Миколі Міхновському в Прилуках
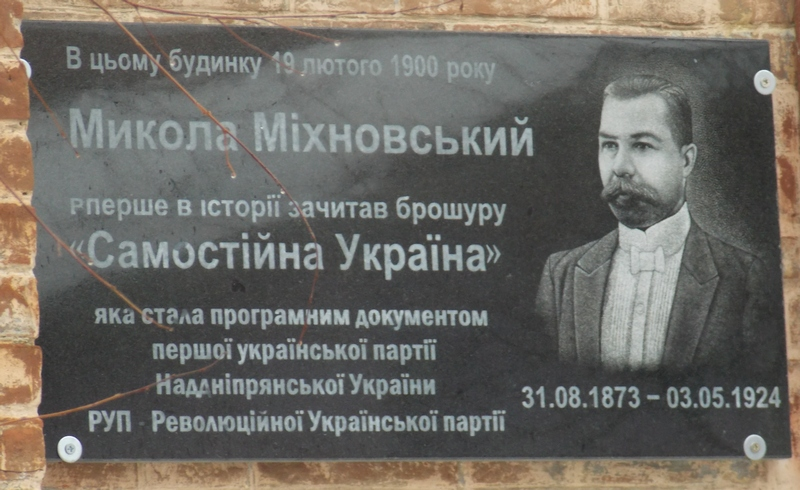
Пам'ятна дошка на честь першої декларації «Самостійної України»

#### Пам'ятники
2013 року в селі Турівка Згурівського району з нагоди 140-річчя від дня народження Міхновському встановили пам'ятник.

#### Вулиці
У 2008 році на честь Миколи Міхновського в його рідному селі Турівка Згурівського району Київської області перейменували центральну вулицю.
25 квітня 2013 року сесія Винниківської міської ради надала назву вулиці на честь Миколи Міхновського.
25 грудня 2015 року в місті Бровари вулицю Карла Маркса перейменували на вулицю Миколи Міхновського.
У 2016 році в місті Кропивницький вулицю Ватутіна перейменували на вулицю Миколи Міхновського.
17 травня 2016 року вулицю Ганни в Харкові перейменували на вулицю Миколи Міхновського.
У 2016 році у Чернігові названо вулицю на честь Миколи Міхновського.
У 2022 році у місті Рівне вулицю Ціолковського перейменували на вулицю Миколи Міхновського.
У 2022 році у місті Лубни Полтавської області вулицю Поліни Осипенко перейменовано на вулицю Миколи Міхновського.
26 липня 2024 року вулицю Каткова в Кривому Розі перейменували на вулицю Миколи Міхновського

##### Перейменування Бульвару Дружби Народів у Києві на Бульвар Миколи Міхновського
У липні 2016 року в Києві почалося громадське обговорення стосовно перейменування Бульвару Дружби Народів у Києві на Бульвар Миколи Міхновського. 5 вересня 2016 року закінчилося громадське обговорення цього питання, на якому більшість учасників голосування підтримали цей проєкт перейменування.
Однак 13 жовтня 2017 року, Київрада відмовилася перейменувати низьку топонімів, серед яких і був проєкт перейменування Бульвару Дружби Народів на Бульвар Миколи Міхновського.
31 серпня 2018 року, постійна комісія Київської міської ради з питань місцевого самоврядування, регіональних та міжнародних зв'язків погодила перейменування бульвару Дружби Народів на честь першого ідеолога українського націоналізму Миколи Міхновського.
Проте відтоді й аж до початку повномасштабного російського вторгнення Київрада з незрозумілих причин відмовлялася винести на голосування цей проєкт рішення. На жовтень 2021 року найбільшими депутатськими фракціями у Київраді є депутатська фракція політичної партії «Європейська солідарність» 31 депутат, та депутатська фракція Політичної партії «УДАР (Український Демократичний Альянс за Реформи) Віталія Кличка» 29 депутатів.
8 грудня 2022 року рішенням Київської міської ради було перейменовано бульвар Дружби народів на бульвар Миколи Міхновського.

#### Телебачення
У 2007–2008 роках постать Миколи Міхновського взяла участь у проєкті «Великі Українці» на телеканалі «Інтер». Сучасна українська історіографія називає Міхновського «Апостолом української державності».

#### Відеоматеріали
У межах відеопроєкту «Повернуті із небуття» у Лубнах створили відеоролик про життєвий шлях визначного українця.

## Десять заповідей УНП

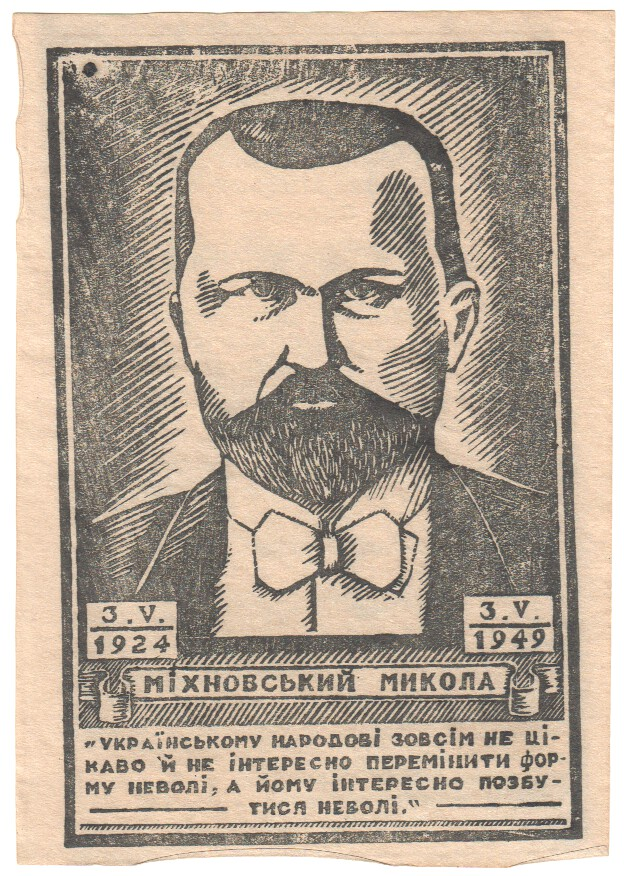
Пам'ятна листівка ОУН присвячена Миколі Міхновському. Друкарня ОУН імені Яр. Старуха, 1949 р.

«Десять заповідей УНП» на рівні із брошурою «Самостійна Україна» стали найвидатнішим твором і спадком Миколи Міхновського, що без сумніву спричинив потужний вплив на становлення, розвиток та формування українського націоналізму. Розроблені вони були особисто Міхновським у 1903 році як своєрідний партійний «кодекс честі» для членів УНП та охочих вступити у партію.
Ось ці заповіді (подано в оригіналі):
1. Одна, єдина, неподільна, від Карпат аж до Кавказу самостійна, вільна, демократична Україна — республіка робочих людей.
2. Усі люди — твої браття, але москалі, ляхи, угри, румуни та жиди — се вороги нашого народу, поки вони панують над нами й визискують нас.
3. Україна для українців! Отже, вигонь звідусіль з України чужинців-гнобителів.
4. Усюди й завсігди уживай української мови. Хай ні дружина твоя, ні діти твої не поганять твоєї господи мовою чужинців-гнобителів.
5. Шануй діячів рідного краю, ненавидь ворогів його, зневажай перевертнів-відступників — і добре буде цілому твоєму народові й тобі.
6. Не вбивай України своєю байдужістю до всенародних інтересів.
7. Не зробися ренегатом-відступником.
8. Не обкрадай власного народу, працюючи на ворогів України.
9. Допомагай своєму землякові поперед усіх, держись купи.
10. Не бери собі дружини з чужинців, бо твої діти будуть тобі ворогами, не приятелюй з ворогами нашого народу, бо ти додаєш їм сили й відваги, не накладай укупі з гнобителями нашими, бо зрадником будеш.